# Tres obediències i quatre virtuts

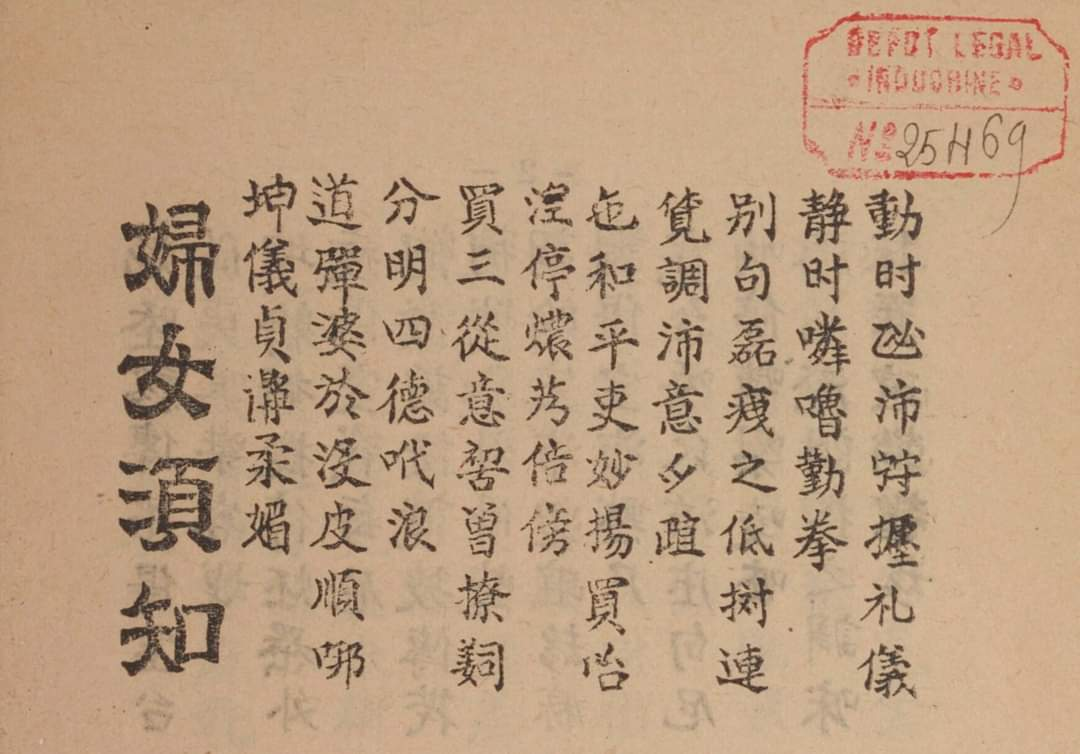
Document confucià sobre els rols de gènere de les dones, incloses les tres obediències i les quatre virtuts. Període de la dinastia Nguyễn.jpg

Les tres obediències i les quatre virtuts són un conjunt de principis morals i codi social de comportament per a dones donzelles i casades al confucianisme d'Àsia oriental, especialment a la Xina antiga i imperial. Les dones havien d'obeir als seus pares, marits i fills, i ser modestes i morals en les seves accions i discurs. Alguns eunucs imperials van observar també aquests principis i els van fer complir en els harems imperials, a les llars aristocràtiques i a la societat en general.

## Terminologia
Els dos termes ("tres obediències" i "quatre virtuts") van aparèixer per primera vegada al Llibre d'Etiqueta i Cerimonial i als Ritus de Zhou, respectivament, que codificaven el protocol per a una cultura elegant i refinada per a la civilització xinesa. El protocol, originalment, estava pensat per definir les diferents parts d'una societat harmònica i no com un llibre de regles. Aquest codi ha influït profundament a la Xina antiga i imperial i en altres civilitzacions de l'Àsia oriental, com ara Japó i Corea, tal com es prescriuen els pensaments filosòfics socials d'Àsia oriental fins i tot al segle xx.

## Tres obediències femenines
Una dona està obligada a no actuar per iniciativa pròpia i ha d'obeir o seguir amb submissió:
1. el seu pare a casa, abans de casar-se.
2. el seu marit després de casar-se.
3. els seus fills després de la mort del seu marit.

## Quatre virtuts femenines
Les quatre virtuts femenines són:
1. Conducta femenina.
2. Discurs femení.
3. Comportament femení.
4. Obres femenines.

Ban Zhao (49 - 120 d.C.), la primera historiadora xinesa coneguda, en va elaborar en el seu tractat Lliçons per a dones:
| «                               | Parlant d'aquestes quatre, la virtut de la dona no requereix ni talents incomparables ni una brillantor excessiva; el discurs de la dona no requereix ni eloqüència retòrica ni paraules agudes; l'aparença de la dona no requereix ni un aspecte ni una forma bonica ni esplèndida; el treball de la dona no requereix habilitats insuperables. Mostreu tranquil·litat (tu 幽 [/ qing 清]), compostura sense presses (xian 閒/閑), castedat (zhen 貞) i quietud (jing' ' 靜). Salvaguardeu la integritat (jie 節) de les normatives. Manteniu les coses de manera ordenada. Guardeu l'acció d'un amb un sentit de vergonya. En moviment i repòs, sempre es fa en la mesura adequada. Això és el que s'entén per virtut de la dona. Trieu paraules [acuradament] (ze ci 擇辭) quan parleu. Mai no pronuncieu paraules calumniadores. Parleu només quan sigui el moment adequat, així als demés no els desagradaran les vostres declaracions. Això és el que s'entén amb el discurs de la dona. Rentau (guan wan 盥浣) roba que estigui polsosa i bruta, i manteniu la roba i els accessoris sempre nets i polits. Banyeu-vos regularment i manteniu el cos lliure de brutícia i desgràcia. Això és el que s'entén per port de dona. Concentrau-vos en teixir i filar. No estimeu el joc ximple ni el riure. Prepareu vi i menjar de manera ordenada i amb cura per oferir-los als convidats. Això és el que s'entén pel treball de la dona. | » |
| — Ban Zhao, Lliçons per a dones | |   |